# Halstead
Halstead je venkovské město, které se nachází v Essexu ve Spojeném království nedaleko Colchestru a Sudbury. Město je umístěno v údolí Colne (okolí řeky Colne) a původně bylo umístěno na kopečku na severu řeky Colne. Jméno Halstead je odvozeno ze staroanglického hald (útočiště, úkryt, zdraví) a stede (místo, místo pro farmaření), znamená tedy "zdravá farma", "bezpečné místo", "místo úkrytu".
Halstead byl domovem několika dobře známých autorů, jako byli J. Daniel Cooper (autor Tales of Erth), Sheila Jacobsová (autorka variace Christian novels, včetně Watchers) a David Sugden (autor The Jacob Coburn Mysteries). Ve městě dále žili Bobby George (hráč šipek) a rybář Bob Nudd. Hlavní atrakce je zde Antiques Mill, místo, kde se natáčely některé episody televizního programu Lovejoy.

## Kultura
Nachází se zde několik barů a hospod, v centru se nachází: Scenarios in Trinity Street; The Locomotive in Butler Road; The Bull Hotel in Bridge Street; The White Hart and Whispers Wine Bar in the High Street. Královské divadlo v ulici Bulter Road dříve pouštělo filmy, ale nyní je zavřené, nicméně ještě poskytuje divadelní představení, koncerty a bingo noci. Halstead se každoročně účastní soutěže Anglia in Bloom (Anglie v rozkvětu). Místní fotbalový klub (Halstead Town Football Club) je v lize východních krajů (Eastern Counties League) divizi.

## Vzdělávání
Halstead je domovem pro tři základní školy. Holy Trinity, St. Andrews and Richard de Clare. Nachází se zde také střední škola The Ramsey Collage na severu od centra města.